# Шелтер-Айленд (переписна місцевість, Нью-Йорк)
Шелтер-Айленд (англ. Shelter Island) — переписна місцевість (CDP) в США, в окрузі Саффолк штату Нью-Йорк. Населення — 1602 особи (2020).

## Географія
Шелтер-Айленд розташований за координатами 41°3′21″ пн. ш. 72°19′1″ зх. д. / 41.05583° пн. ш. 72.31694° зх. д. (41.055701, -72.316976).  За даними Бюро перепису населення США в 2010 році переписна місцевість мала площу 17,33 км², з яких 16,96 км² — суходіл та 0,37 км² — водойми.

## Демографія
Згідно з переписом 2010 року, у переписній місцевості мешкали 1333 особи в 598 домогосподарствах у складі 369 родин. Густота населення становила 77 осіб/км².  Було 1136 помешкань (66/км²).
Расовий склад населення:
| - 94,4 % — білих - 1,4 % — корінних американців - 0,9 % — чорних або афроамериканців - 0,5 % — азіатів - 1,4 % — осіб інших рас |

До двох чи більше рас належало 1,4 %. Частка іспаномовних становила 5,6 % від усіх жителів.
За віковим діапазоном населення розподілялося таким чином: 20,2 % — особи молодші 18 років, 58,0 % — особи у віці 18—64 років, 21,8 % — особи у віці 65 років та старші. Медіана віку мешканця становила 48,2 року. На 100 осіб жіночої статі у переписній місцевості припадало 103,5 чоловіків;  на 100 жінок у віці від 18 років та старших — 98,9 чоловіків також старших 18 років.
Середній дохід на одне домашнє господарство  становив 119 519 доларів США (медіана — 74 855), а середній дохід на одну сім'ю — 145 230 доларів (медіана — 94 583). Медіана доходів становила 60 789 доларів для чоловіків та 80 163 долари для жінок. За межею бідності перебувало 2,3 % осіб, у тому числі 0,0 % дітей у віці до 18 років та 0,0 % осіб у віці 65 років та старших.
Цивільне працевлаштоване населення становило 652 особи. Основні галузі зайнятості: освіта, охорона здоров'я та соціальна допомога — 26,2 %, будівництво — 15,2 %, транспорт — 11,7 %, мистецтво, розваги та відпочинок — 11,2 %.